# Lijst van afleveringen van La casa de papel
Dit is een lijst van afleveringen van La casa de papel. Een overzicht van alle afleveringen is hieronder te vinden.

## Overzicht
| Seizoen | Seizoen | Deel | Afleveringen | Afleveringen | Originele uitzenddatum | Originele uitzenddatum | Originele uitzenddatum | Opmerkingen                                                                         |
| Seizoen | Seizoen | Deel | Afleveringen | Afleveringen | Eerste aflevering      | Laatste aflevering     | Netwerk                | Opmerkingen                                                                         |
| ------- | ------- | ---- | ------------ | ------------ | ---------------------- | ---------------------- | ---------------------- | ----------------------------------------------------------------------------------- |
|         | 1       | 1    | 22           | 13           | 2 mei 2017             | 27 juni 2017           | Antena 3               | Opnieuw gemonteerd in 13 afleveringen en vrijgegeven op 20 december 2017 op Netflix |
|         | 1       | 2    | 22           | 9            | 16 oktober 2017        | 23 november 2017       | Antena 3               | Opnieuw gemonteerd in 9 afleveringen en vrijgegeven op 6 april 2018 op Netflix      |
|         | 2       | 3    | 16           | 8            | 19 juli 2019           | 19 juli 2019           | Netflix                |                                                                                     |
|         | 2       | 4    | 16           | 8            | 3 april 2020           | 3 april 2020           | Netflix                |                                                                                     |
|         | 3       | 5    | 10           | 5            | 3 september 2021       | 3 september 2021       | Netflix                |                                                                                     |
|         | 3       | 6    | 10           | 5            | 3 december 2021        | 3 december 2021        | Netflix                |                                                                                     |

## Afleveringen

### Seizoen 1

#### Deel 1
| Nr. | Afl. | Titel                                                          | Regisseur          | Uitzenddatum |
| --- | ---- | -------------------------------------------------------------- | ------------------ | ------------ |
| 1   | 1    | Efectuar lo acordado (Uitvoeren zoals afgesproken)             | Jesús Colmenar     | 2 mei 2017   |
| 2   | 2    | Imprudencias letales (Dodelijke roekeloosheid)                 | Miguel Ángel Vivas | 9 mei 2017   |
| 3   | 3    | Errar al disparar (Misgeschoten)                               | Álex Rodrigo       | 16 mei 2017  |
| 4   | 4    | Caballo de Troya (Het paard van Troje)                         | Alejandro Bazzano  | 23 mei 2017  |
| 5   | 5    | El día de la marmota (Groundhog Day)                           | Jesús Colmenar     | 30 mei 2017  |
| 6   | 6    | La cálida guerra fría (De koude oorlog wordt warm)             | Miguel Ángel Vivas | 6 juni 2017  |
| 7   | 7    | Refrigerada inestabilidad (Gekoelde instabiliteit)             | Álex Rodrigo       | 13 juni 2017 |
| 8   | 8    | Tú lo has buscado (Je hebt ernaar gezocht)                     | Alejandro Bazzano  | 20 juni 2017 |
| 9   | 9    | El que la sigue la consigue (Degene die haar volgt, pakt haar) | Jesús Colmenar     | 27 juni 2017 |

#### Deel 2
| Nr. | Afl. | Titel                                           | Regisseur                    | Uitzenddatum     |
| --- | ---- | ----------------------------------------------- | ---------------------------- | ---------------- |
| 10  | 10   | Se acabaron las máscaras (De maskers vallen af) | Álex Rodrigo                 | 16 oktober 2017  |
| 11  | 11   | La cabeza del plan (Het hoofd van het plan)     | Alejandro Bazzano            | 23 oktober 2017  |
| 12  | 12   | Cuestión de eficacia (Kwestie van werkzaamheid) | Javier Quintas               | 2 november 2017  |
| 13  | 13   | ¿Qué hemos hecho? (Wat hebben we gedaan?)       | Jesús Colmenar, Álex Rodrigo | 9 november 2017  |
| 14  | 14   | A contrarreloj (Tegen de klok)                  | Alejandro Bazzano            | 16 november 2017 |
| 15  | 15   | Bella ciao (Bella ciao)                         | Jesús Colmenar, Álex Rodrigo | 23 november 2017 |

### Seizoen 2

#### Deel 3
| Nr. | Afl. | Titel                                                 | Regisseur      | Releasedatum |
| --- | ---- | ----------------------------------------------------- | -------------- | ------------ |
| 16  | 1    | Hemos vuelto (We zijn terug)                          | Jesús Colmenar | 19 juli 2019 |
| 17  | 2    | Aikido (Aikido)                                       | Jesús Colmenar | 19 juli 2019 |
| 18  | 3    | 48 metros bajo el suelo (48 meter onder de grond)     | Jesús Colmenar | 19 juli 2019 |
| 19  | 4    | La hora del delfín (Boem, boem, ciao)                 | Koldo Serra    | 19 juli 2019 |
| 20  | 5    | Bum, bum, ciao (De rode koffers)                      | Koldo Serra    | 19 juli 2019 |
| 21  | 6    | Todo pareció insignificante (Alles leek onbelangrijk) | Álex Rodrigo   | 19 juli 2019 |
| 22  | 7    | Pequeñas vacaciones (Een korte vakantie)              | Álex Rodrigo   | 19 juli 2019 |
| 23  | 8    | La deriva (Het spoor bijster)                         | Jesús Colmenar | 19 juli 2019 |

#### Deel 4
| Nr. | Afl. | Titel                                  | Regisseur                 | Releasedatum |
| --- | ---- | -------------------------------------- | ------------------------- | ------------ |
| 24  | 1    | Game over (Game over)                  | Koldo Serra               | 3 april 2020 |
| 25  | 2    | La boda de Berlín (Berlijn's bruiloft) | Javier Quintas            | 3 april 2020 |
| 26  | 3    | Lección de anatomía (Anatomische les)  | Álex Rodrigo              | 3 april 2020 |
| 27  | 4    | Suspiros de España (Paso doble)        | Jesús Colmenar            | 3 april 2020 |
| 28  | 5    | 5 minutos antes (5 minuten eerder)     | Koldo Serra, Álex Rodrigo | 3 april 2020 |
| 29  | 6    | KO técnico (TKO)                       | Javier Quintas            | 3 april 2020 |
| 30  | 7    | Tumbar la carpa (Breek de tent af)     | Koldo Serra               | 3 april 2020 |
| 31  | 8    | Plan París (Plan Parijs)               | Jesús Colmenar            | 3 april 2020 |